# Forstenet træ
Forstenet træ er et fossil af træ.
I mange tilfælde holder overfladen kvartskrystaller.
I Danmark findes fossiler ofte på Mors.
Fossiler findes mange steder som f.eks. grusgrave, lergrave, Møns Klint og Stevns Klint.
Man kan også finde fossiler i såkaldte foldebjerge, dvs. gammel havbud, som har været 200 millioner år om at nå til kysten, under forudsætning at vi taler om den midtatlantiske havryg.[kilde mangler]. I vandløb og ved strande (ikke, hvor der bliver spredt sand hver år) kan man også finde forstenet træ.